# Chauvirey-le-Châtel
Pour les articles homonymes, voir Chauvirey et Chatel.
Chauvirey-le-Châtel est une commune française située dans le département de la Haute-Saône, la région culturelle et historique de Franche-Comté et la région administrative Bourgogne-Franche-Comté.

## Géographie

### Climat
Pour des articles plus généraux, voir Climat de la Bourgogne-Franche-Comté et Climat de la Haute-Saône.
En 2010, le climat de la commune est de type climat des marges montargnardes, selon une étude du Centre national de la recherche scientifique s'appuyant sur une série de données couvrant la période 1971-2000. En 2020, Météo-France publie une typologie des climats de la France métropolitaine dans laquelle la commune est exposée à un climat océanique altéré et est dans la région climatique  Lorraine, plateau de Langres, Morvan, caractérisée par un hiver rude (1,5 °C), des vents modérés et des brouillards fréquents en automne et hiver. 
Pour la période 1971-2000, la température annuelle moyenne est de 10 °C, avec une amplitude thermique annuelle de 17,1 °C. Le cumul annuel moyen de précipitations est de 994 mm, avec 13,2 jours de précipitations en janvier et 8,9 jours en juillet. Pour la période 1991-2020, la température moyenne annuelle observée sur la station météorologique de Météo-France la plus proche, « La Quarte », sur la commune de La Quarte à 5 km à vol d'oiseau, est de 10,4 °C et le cumul annuel moyen de précipitations est de 1 026,0 mm. 
La température maximale relevée sur cette station est de 39 °C, atteinte le 25 juillet 2019 ; la température minimale est de −18 °C, atteinte le 20 décembre 2009,,. 
Les paramètres climatiques de la commune ont été estimés pour le milieu du siècle (2041-2070) selon différents scénarios d'émission de gaz à effet de serre à partir des nouvelles projections climatiques de référence DRIAS-2020. Ils sont consultables sur un site dédié publié par Météo-France en novembre 2022.

## Urbanisme

### Typologie
Au 1er janvier 2024, Chauvirey-le-Châtel est catégorisée commune rurale à habitat dispersé, selon la nouvelle grille communale de densité à sept niveaux définie par l'Insee en 2022.
Elle est située hors unité urbaine. Par ailleurs la commune fait partie de l'aire d'attraction de Vesoul, dont elle est une commune de la couronne,. Cette aire, qui regroupe 158 communes, est catégorisée dans les aires de 50 000 à moins de 200 000 habitants,.

### Occupation des sols
L'occupation des sols de la commune, telle qu'elle ressort de la base de données européenne d’occupation biophysique des sols Corine Land Cover (CLC), est marquée par l'importance des territoires agricoles (49,5 % en 2018), en diminution par rapport à 1990 (53,5 %). La répartition détaillée en 2018 est la suivante : 
forêts (48,3 %), prairies (30,2 %), terres arables (19,3 %), zones urbanisées (2,2 %). L'évolution de l’occupation des sols de la commune et de ses infrastructures peut être observée sur les différentes représentations cartographiques du territoire : la carte de Cassini (XVIIIe siècle), la carte d'état-major (1820-1866) et les cartes ou photos aériennes de l'IGN pour la période actuelle (1950 à aujourd'hui).

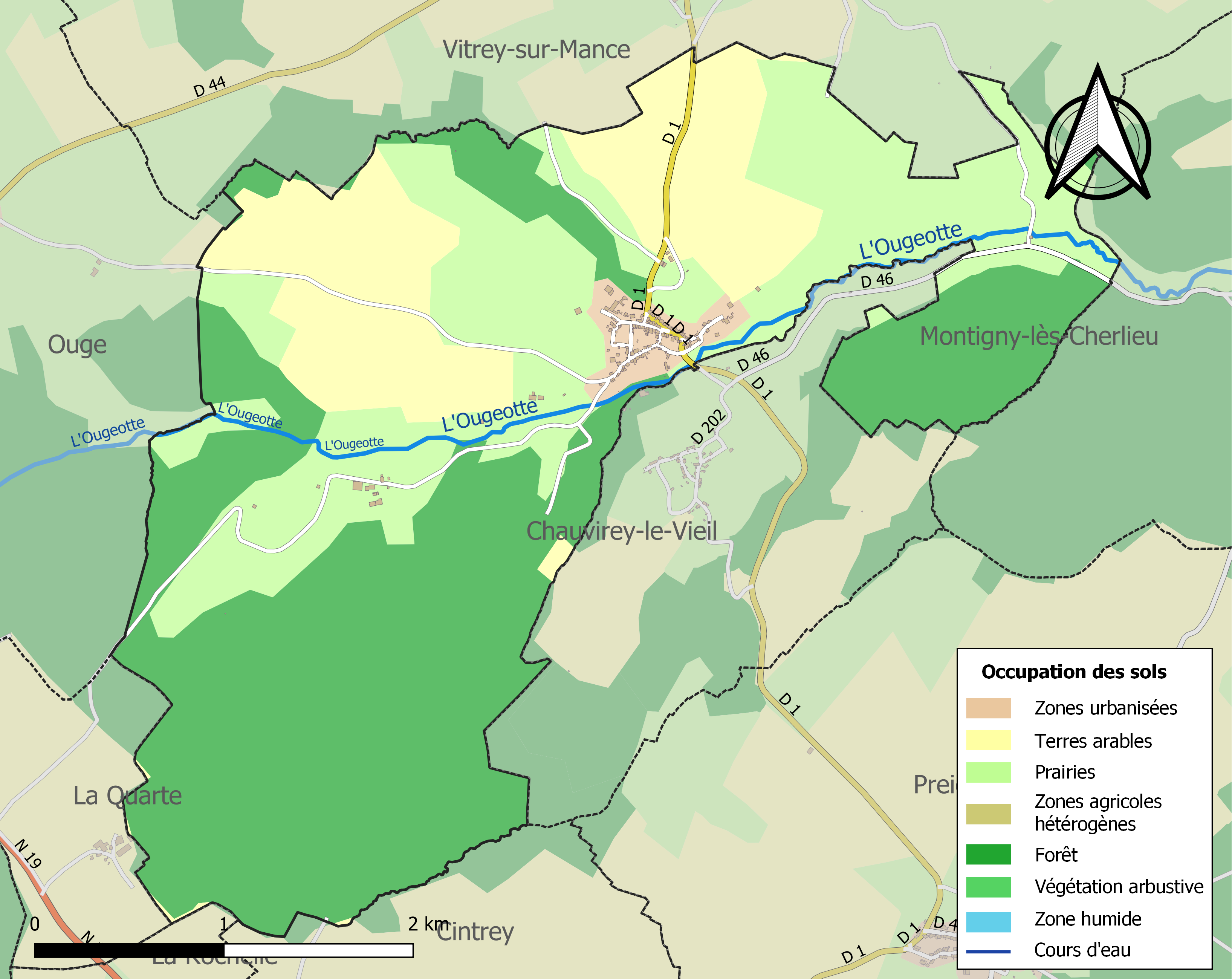
Carte des infrastructures et de l'occupation des sols de la commune en 2018 (CLC).

## Histoire
voir s:La terre de Chauvirey de Marie-Antoine-Alphonse Du Bouvot de Chauvirey en 1865
 voir l'Histoire de Jonvelle des abbés Coudriet et Chatelet en 1864

## Politique et administration

### Rattachements administratifs et électoraux
La commune fait partie de l'arrondissement de Vesoul du département de la Haute-Saône, en région Bourgogne-Franche-Comté. Pour l'élection des députés, elle dépend de la première circonscription de la Haute-Saône.
Chauvirey-le-Châtel faisait partie depuis 1801 du canton de Vitrey-sur-Mance. Dans le cadre du redécoupage cantonal de 2014 en France, la commune fait désormais partie du canton de Jussey.

### Intercommunalité
La commune était membre de la petite communauté de communes du Pays jusséen, intercommunalité créée au 1er janvier 1990 et qui regroupait environ 4 300 habitants en 2009.
L'article 35 de la loi n° 2010-1563 du 16 décembre 2010 « de réforme des collectivités territoriales » prévoyait d'achever et de rationaliser le dispositif intercommunal en France, et notamment d'intégrer la quasi-totalité des communes françaises dans des EPCI à fiscalité propre, dont la population soit normalement supérieure à 5 000 habitants.
Dans ce cadre, le schéma départemental de coopération intercommunale a prévu la fusion cette intercommunalité avec d'autres, et l'intégration à la nouvelle structure de communes restées jusqu'alors isolées. Cette fusion, effective le 1er janvier 2013, a permis la création de la communauté de communes des Hauts du val de Saône, à laquelle la commune est désormais membre.

### Liste des maires
| Période                                  | Période  | Identité       | Étiquette | Qualité                         |
| ---------------------------------------- | -------- | -------------- | --------- | ------------------------------- |
| Les données manquantes sont à compléter. |          |                |           |                                 |
| avant 1988                               | ?        | Yves Drouhot   |           |                                 |
| mars 2001                                | 2008     | René Huguin    |           |                                 |
| 2008                                     | En cours | Roland Drouhot |           | Réélu pour le mandat 2014-2020, |

## Démographie
En 2022, la commune de Chauvirey-le-Châtel comptait 114 habitants. À partir du XXIe siècle, les recensements réels des communes de moins de 10 000 habitants ont lieu tous les cinq ans. Les autres « recensements » sont des estimations.
| 1793 | 1800 | 1806 | 1821 | 1831 | 1836 | 1841 | 1846 | 1851 |
| ---- | ---- | ---- | ---- | ---- | ---- | ---- | ---- | ---- |
| 600  | 519  | 533  | 572  | 812  | 784  | 771  | 519  | 465  |

| 1856 | 1861 | 1866 | 1872 | 1876 | 1881 | 1886 | 1891 | 1896 |
| ---- | ---- | ---- | ---- | ---- | ---- | ---- | ---- | ---- |
| 459  | 423  | 426  | 438  | 393  | 400  | 364  | 359  | 325  |

| 1901 | 1906 | 1911 | 1921 | 1926 | 1931 | 1936 | 1946 | 1954 |
| ---- | ---- | ---- | ---- | ---- | ---- | ---- | ---- | ---- |
| 334  | 326  | 316  | 290  | 252  | 242  | 232  | 224  | 207  |

| 1962 | 1968 | 1975 | 1982 | 1990 | 1999 | 2006 | 2007 | 2012 |
| ---- | ---- | ---- | ---- | ---- | ---- | ---- | ---- | ---- |
| 213  | 182  | 200  | 194  | 150  | 149  | 127  | 124  | 118  |

| 2017 | 2022 | - | - | - | - | - | - | - |
| ---- | ---- | - | - | - | - | - | - | - |
| 123  | 114  | - | - | - | - | - | - | - |

## Culture locale et patrimoine

### Lieux et monuments

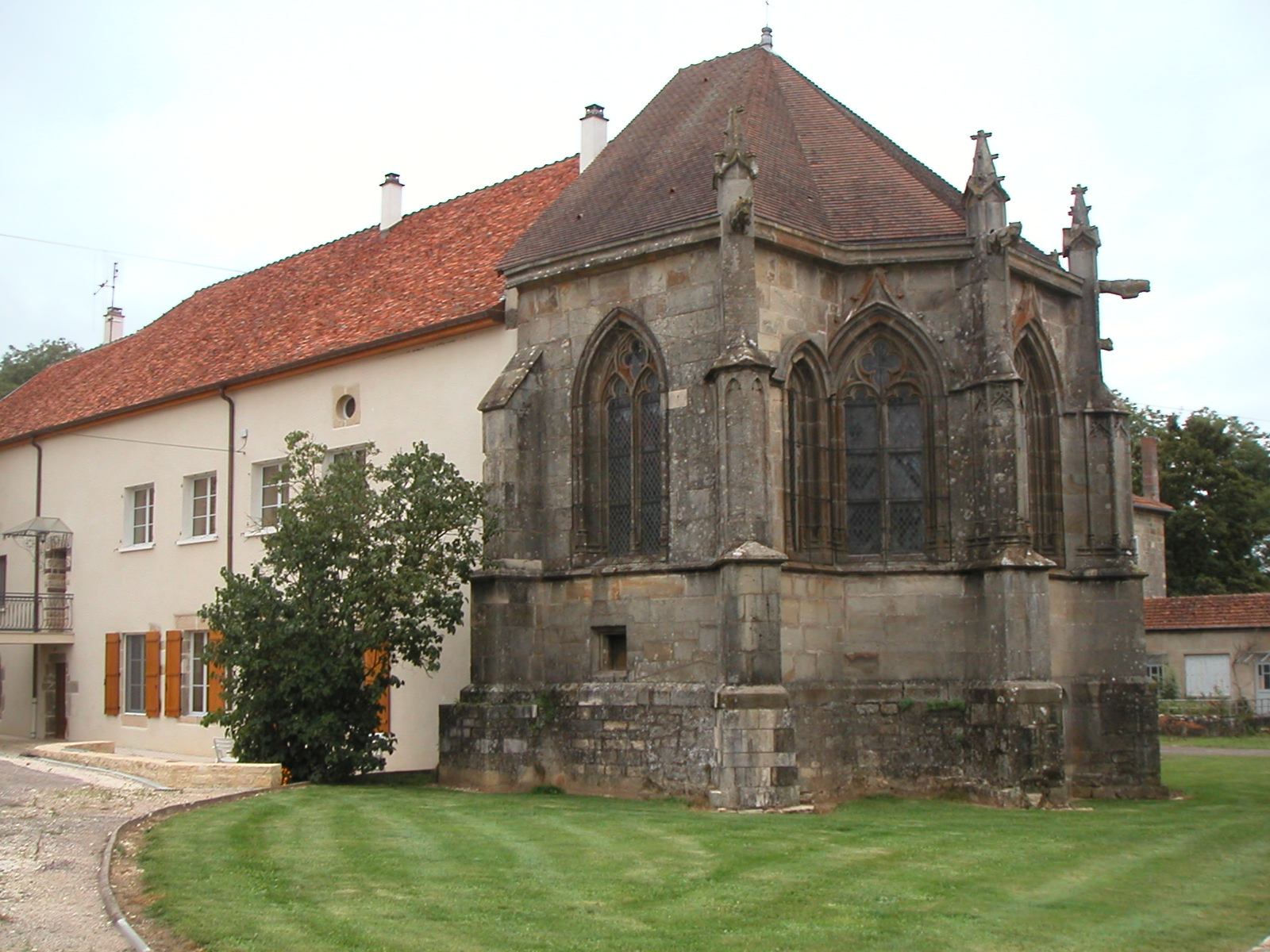
La chapelle du château de Château-Dessous.

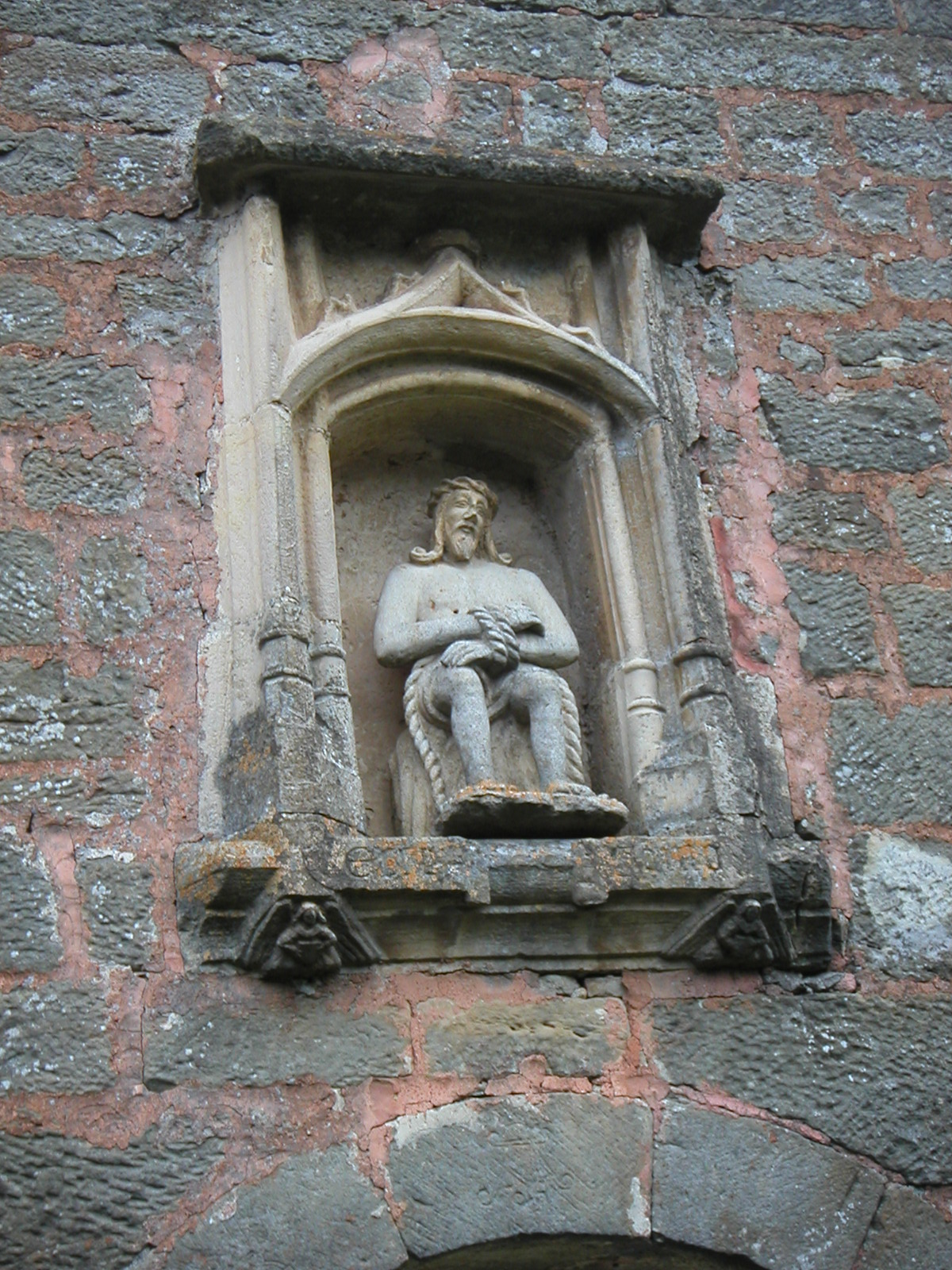
Christ aux liens au-dessus de la porte de l'église de la Nativité-de-Notre-Dame.

- Église de la Nativité-de-Notre-Dame. C’est un monument historique inscrit depuis le 21 juillet 2010[21].
- Château-Dessus. Ce château des XIIIe et XVIIIe siècles est un monument historique inscrit depuis le 6 avril 1994[22]. Le château a été construit au XIIIe siècle, à l'ouest d'un édifice plus ancien, puis reconstruit au XVIIe siècle sur les plans de l'architecte Jacques Gentillâtre. Il a été abandonné dès le XVIIIe siècle. Des dessins montrent son état en 1904. Il ne reste que quelques ruines.
- Château-Dessous. La chapelle Saint-Hubert du château du XVe siècle est un monument historique classé depuis le 08 octobre 1993[23].
- Musée des outils d'hier.

### Personnalités liées à la commune
- Charles Gauthier (1831-1891), sculpteur français, est né dans la commune.

### Héraldique
| Blason de Chauvirey-le-Châtel | Blason  | Parti : au 1er de sinople à un grêlier d'argent posé en bande, au 2d d'argent à une rose des jardins de gueules, tigée et feuillée de sinople, le tout sommé d'un chef d'azur semé de billettes d'or à un lion couronné issant du même, armé et lampassé de gueules. |
| Blason de Chauvirey-le-Châtel | Détails | Création Jean-François Binon, adoptée en octobre 2021. |